# Magdalena Świerczyńska
Magdalena Świerczyńska (ur. 4 kwietnia 1998 w Poznaniu) – polska badmintonistka, brązowa medalistka mistrzostw Europy juniorów, trzykrotna medalistka mistrzostw Polski. Jest studentką Akademii Wychowania Fizycznego Józefa Piłsudskiego w Warszawie.
W wieku sześciu lat zaczęła trenować w UKS Baranowo. Jest młodszą siostrą Mateusza Świerczyńskiego, który również jest badmintonistą.

## Zawody mistrzowskie
W 2017 roku zdobyła brązowy medal mistrzostw Europy juniorów w Miluzie w grze mieszanej w parze z Pawłem Śmiłowskim. W półfinale przegrali z reprezentantami Szkocji Alexandrem Dunnem Eleanorą O’Donnell i 21–19, 14–21, 20–22.
W lutym następnego roku zadebiutowała w seniorskiej reprezentacji Polski podczas drużynowych mistrzostw Europy rozegranych w Kazaniu. W fazie grupowej pokonała w grze podwójnej z Anetą Wojtkowską Czeszki Alžbětę Bášovą i Michaelę Fuchsovą 20–22, 21–14, 21–15 oraz Norweżki Emilie Hamang i Anne Klyve 21–14, 21–19. W trzecim meczu przegrały z reprezentantkami Anglii Jenny Moore i Jessicą Pugh 16–21, 17–21. Ostatecznie reprezentacja Polski zajęła drugie miejsce w grupie, kończąc rywalizację na tym etapie. Dwa miesiące później wystąpiła na mistrzostwach Europy w Huelvie. W zawodach miksta razem z Pawłem Śmiłowskim odpadła w pierwszej rundzie z rozstawionymi z numerem pierwszym Chrisem i Gabriellą Adcock z Anglii 16–21, 10–21.
W 2019 roku wzięła udział na igrzyskach europejskich w Mińsku w grze mieszanej z Pawłem Śmiłowskim. Na początku w fazie grupowej przegrali z reprezentantami Niemiec Markiem Lamsfußem i Isabelą Herttrich 16–21, 15–21. W drugim meczu grupowym pokonali Miszę i Swietłanę Zilberman z Izraela 21–16, 21–15, zaś w decydującym o awansie meczu przegrali z Holendrami Robinem Tabelingem i Seleną Piek 12–21, 21–14, 20–22. Ostatecznie zajęli trzecie miejsce w grupie i odpadli z dalszej rywalizacji. Dwa miesiące później na mistrzostwach świata w Bazylei odpadła w pierwszej rundzie gry mieszanej w parze z Pawłem Śmiłowskim z Wietnamczykami Đỗ Tuấn Đức i Phạm Như Thảo, z którymi przegrała 12–21, 13–21.
Na początku 2020 roku była w składzie reprezentacji Polski podczas drużynowych mistrzostw Europy w Liévin. W pierwszym meczu fazy grupowej przegrała w grze podwójnej z Zuzanną Jankowską Szwedki Clarę Nistad i Moę Sjöö 15–21, 15–21. W kolejnym spotkaniu z Karoliną Szubert wygrała z Norweżkami Marią Christensen i Aimee Hong 21–18, 21–13. W rywalizacji przeciwko reprezentacji Szkocji Magdalena wystąpiła w dwóch spotkaniach. Najpierw w grze pojedynczej przegrała z Rachelą Sugden 8–21, 8–21, a następnie w grze podwójnej w parze z Zuzanną Jankowską uległa Szkotkom Julii Macpherson i Holly Newall 17–21, 9–21. W ostatnim meczu grupowym pokonała w grze mieszanej z Karoliną Szubert reprezentantki Hiszpanii Manuelę Díaz i Anię Setién po skreczowaniu Hiszpanek. Koniec końców reprezentacja Polski zajęła trzecie miejsce w grupie i nie awansowała do dalszego etapu rywalizacji.
| Rok  | Zawody                      | Miejscowość | Konkurencja                          | Runda        | Przeciwnik                          | Wynik               |
| ---- | --------------------------- | ----------- | ------------------------------------ | ------------ | ----------------------------------- | ------------------- |
| 2014 | Mistrzostwa Europy U17      | Ankara      | Gra podwójna (z Karoliną Władzińską) | 1/32 finału  | Nicola Gresty Libby McMorrow        | 17–21, 9–21         |
| 2014 | Mistrzostwa Europy U17      | Ankara      | Gra mieszana (z Pawłem Śmiłowskim)   | 1/64 finału  | Wolny los                           | Wolny los           |
| 2014 | Mistrzostwa Europy U17      | Ankara      | Gra mieszana (z Pawłem Śmiłowskim)   | 1/32 finału  | Iwan Drużczenko Julija Peka         | 21–14, 21–19        |
| 2014 | Mistrzostwa Europy U17      | Ankara      | Gra mieszana (z Pawłem Śmiłowskim)   | 1/16 finału  | Jimmy Noblecourt Delphine Delrue    | 8–21, 23–21, 21–17  |
| 2014 | Mistrzostwa Europy U17      | Ankara      | Gra mieszana (z Pawłem Śmiłowskim)   | 1/8 finału   | Joel Eipe Julie Ormstrup Jensen     | 23–25, 22–24        |
| 2015 | Mistrzostwa Europy juniorów | Lubin       | Gra mieszana (z Pawłem Śmiłowskim)   | 1/64 finału  | Wolny los                           | Wolny los           |
| 2015 | Mistrzostwa Europy juniorów | Lubin       | Gra mieszana (z Pawłem Śmiłowskim)   | 1/32 finału  | Kyriacos Pissis Stephanie Pinharry  | 21–18, 21–16        |
| 2015 | Mistrzostwa Europy juniorów | Lubin       | Gra mieszana (z Pawłem Śmiłowskim)   | 1/16 finału  | Milan Dratva Katarína Šariščanová   | 16–21, 21–17, 21–14 |
| 2015 | Mistrzostwa Europy juniorów | Lubin       | Gra mieszana (z Pawłem Śmiłowskim)   | 1/8 finału   | Melih Turgut Fatma Nur Yavuz        | 16–21, 21–14, 12–21 |
| 2016 | Mistrzostwa świata juniorów | Bilbao      | Gra mieszana (z Pawłem Śmiłowskim)   | 1/128 finału | Wolny los                           | Wolny los           |
| 2016 | Mistrzostwa świata juniorów | Bilbao      | Gra mieszana (z Pawłem Śmiłowskim)   | 1/64 finału  | Park Kyung-hoon Kim Hye-jeong       | 14–21, 17–21        |
| 2017 | Mistrzostwa Europy juniorów | Miluza      | Gra mieszana (z Pawłem Śmiłowskim)   | 1/32 finału  | Wolny los                           | Wolny los           |
| 2017 | Mistrzostwa Europy juniorów | Miluza      | Gra mieszana (z Pawłem Śmiłowskim)   | 1/16 finału  | Matis Kaart Hannaliina Piho         | 21–7, 21–8          |
| 2017 | Mistrzostwa Europy juniorów | Miluza      | Gra mieszana (z Pawłem Śmiłowskim)   | 1/8 finału   | Steven Stallwood Hope Warner        | 27–25, 17–21, 21–10 |
| 2017 | Mistrzostwa Europy juniorów | Miluza      | Gra mieszana (z Pawłem Śmiłowskim)   | Ćwierćfinał  | Emil Hybel Alexandra Bøje           | 25–23, 21–15        |
| 2017 | Mistrzostwa Europy juniorów | Miluza      | Gra mieszana (z Pawłem Śmiłowskim)   | Półfinał     | Alexander Dunn Eleanor O’Donnell    | 21–19, 14–21, 20–22 |
| 2018 | Mistrzostwa Europy          | Huelva      | Gra mieszana (z Pawłem Śmiłowskim)   | 1/16 finału  | Chris Adcock Gabrielle Adcock       | 16–21, 10–21        |
| 2019 | Igrzyska europejskie        | Mińsk       | Gra mieszana (z Pawłem Śmiłowskim)   | Faza grupowa | Mark Lamsfuß Isabel Herttrich       | 16–21, 15–21        |
| 2019 | Igrzyska europejskie        | Mińsk       | Gra mieszana (z Pawłem Śmiłowskim)   | Faza grupowa | Misza Zilberman Swietłana Zilberman | 21–16, 21–15        |
| 2019 | Igrzyska europejskie        | Mińsk       | Gra mieszana (z Pawłem Śmiłowskim)   | Faza grupowa | Robin Tabeling Selena Piek          | 12–21, 21–14, 20–22 |
| 2019 | Mistrzostwa świata          | Bazylea     | Gra mieszana (z Pawłem Śmiłowskim)   | 1/32 finału  | Đỗ Tuấn Đức Phạm Như Thảo           | 12–21, 13–21        |

## Osiągnięcia
Gra mieszana
- Finał Yonex Lithuanian International 2016 (z Pawłem Śmiłowskim)
- Zwycięstwo Yonex Slovak Open 2017 (z Pawłem Śmiłowskim)
- Finał Kabal International Karviná 2018 (z Pawłem Śmiłowskim)
- Zwycięstwo Yonex Latvia International 2018 (z Pawłem Śmiłowskim)
- Finał Yonex Lithuanian International 2018 (z Pawłem Śmiłowskim)
- Finał RSL Kharkiv International 2018 (z Pawłem Śmiłowskim)
- Finał Polish International 2018 (z Pawłem Śmiłowskim)
- Finał Hellas Open 2019 (z Pawłem Śmiłowskim)
- Zwycięstwo RSL Kharkiv International 2019 (z Pawłem Śmiłowskim)